# Bogács

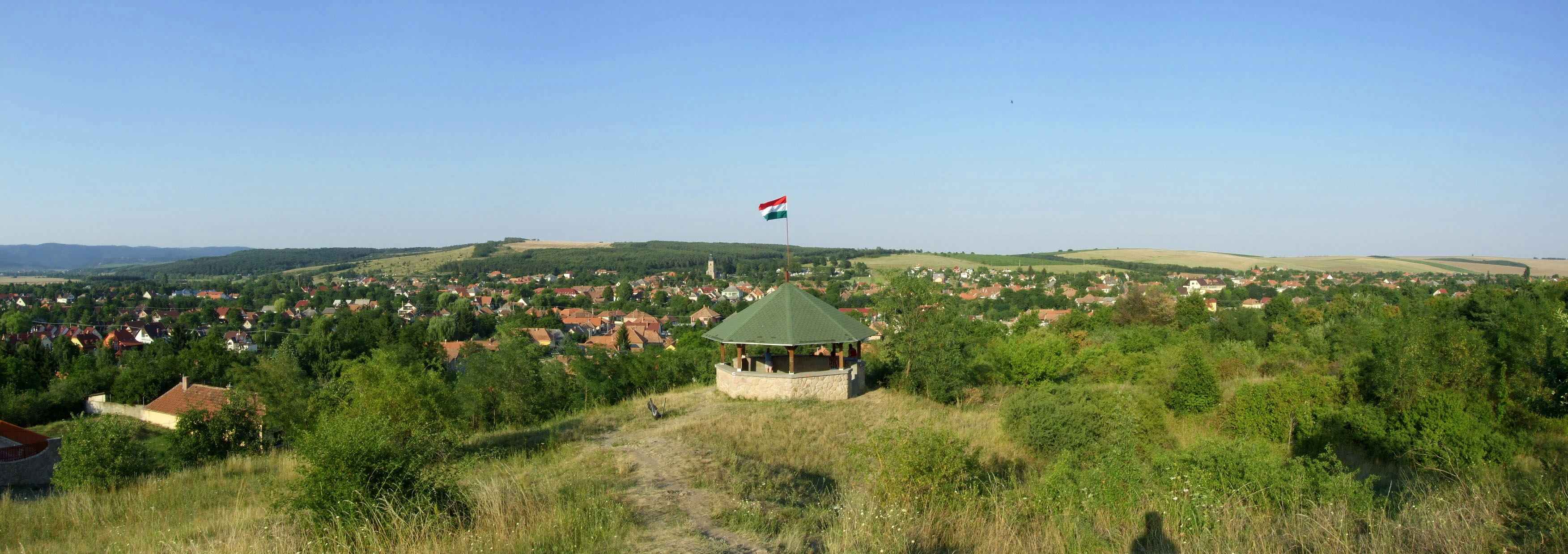
Zicht op Bogács

Bogács is een plaats (község) en gemeente in het Hongaarse comitaat Borsod-Abaúj-Zemplén. Bogács telt 2120 inwoners (2001).